# DNV Software
DNV GL — Software с 12 сентября 2013 года является дочерней компанией классификационного сообщества DNV GL. DNV GL разрабатывает и внедряет решения для проектирования морских объектов, оценки допустимой нагрузки, оценки рисков и анализа надёжности и производительности, решения для управления системой охраны окружающей среды и техники безопасности и программное обеспечение для управления целостностью активов. DNV Software также является разработчиком программных решений для проведения количественной оценки рисков для наземных и морских объектов.
В DNV GL Software работает около 750 сотрудников (данные на 2014 год). Штаб-квартира находится в г. Høvik, в районе Осло, в Норвегии. Также офисы DNV Software расположены в городах Ставангере, Лондоне, Глазго, Рио-де-Жанейро, Хьюстоне, Дубае, Пусане, Шанхае, Пекине, Сингапуре и Мумбае. Система конечно-элементного анализа (МКЭ) SESAM для оценки допустимой нагрузки для плавучих и стационарных объектов была изначально разработана в 1960-х, и с тех пор использовалась для проектирования нефтегазовых конструкций морских операций.
В июне 2011 г. DNV Software приобрела копанию Synergi Solutions,, имеющую на тот момент 500.000 пользователей в 150 странах.
На настоящий момент компания имеет несколько направлений программных решений:
- Nauticus и Sesam для проектирования судов и морских объектов, морских трубопроводов и райзеров;
- Phast и Safeti для проведения оценки последствий и количественной оценки рисков нефтегазовых предприятий, — моделирования аварийных ситуаций, — взрывов, возгораний, выбросов вредных веществ; применяется как для береговых, так и для морских объектов (Safeti Offshore);
- аналитические инструменты RAM-анализа (Reliability, Availability, Maintainability, — анализа надёжности, готовности и ремонтопригодности) Maros и Taro для моделирования работы и оптимизации производительности предприятий;
- направление Synergi для управления жизненным циклом активов, расчётов интервалов риск-ориентированных инспекций (RBI) для морских и наземных трубопроводов, морских и наземных установок — нефтехимических заводов, заводов по переработке сырья и других объектов;
- Synergi Life Архивная копия от 6 марта 2014 на Wayback Machine — автоматизированная информационно-управляющая система (АИУС) по охране труда (ОТ), промышленной безопасности (ПБ), охране окружающей среды (ООС) и управления экологическими показателями. Система используется для выявления причин нежелательных событий, несоответствий, соблюдения правил по охране труда, технике безопасности, обеспечения безопасности производственных процессов и работ, защите окружающей среды;
- Решения GL Noble Denton